# Problepsis shirozui
Problepsis shirozui là một loài bướm đêm trong họ Geometridae.